# Ruch robotniczy

Czerwony sztandar – międzynarodowy symbol ruchów robotniczych

Ruch robotniczy – ruch polityczno-społeczny stawiający sobie za cel obronę interesów robotników i ochronę ich praw.
Powstał wraz z rozwojem kapitalizmu i demokratyzacją społeczeństw w XIX wieku. Pierwszym ruchem o charakterze robotniczym był luddyzm – ruch burzycieli maszyn przemysłowych. Z czasem powstał ruch związkowy (np. brytyjskie Trade Unions) oraz – bazujący głównie na robotnikach – ruch socjalistyczny. Encyklika Leona XIII Rerum Novarum dała początek chrześcijańsko-demokratycznej frakcji drobnomieszczańskiej, uznawanej czasem za robotniczą z powodu głównego tematu, jaki poruszała (sprawy robotniczej). Istniały też frakcje ruchu robotniczego o charakterze anarchistycznym. Z czasem o prawa robotników zaczęli się upominać także konserwatyści (Otto von Bismarck, Akcja Francuska). W czasie I wojny światowej ruch robotniczy podzielił się – większość socjalistów opowiedziała się przeciw udziałowi ich krajów w wojnie (wyjątek stanowili Niemcy) – a pod koniec wojny jego lewicowa część stała się siłą przewodnią wielu rewolucji z których najbardziej radykalny charakter miała rewolucja październikowa w Rosji. W okresie międzywojennym ruch robotniczy reprezentował wiele nurtów politycznych i ideologicznych. Wraz z wielkim kryzysem gospodarczym początku lat 30. ruch ten uległ znacznej radykalizacji, co stało się jedną z przyczyn wybuchu wojny domowej w Hiszpanii. W czasie II wojny światowej ruch robotniczy stał się podstawą dla ruchu oporu w wielu krajach okupowanej Europy. Po wojnie udział socjalistów i chrześcijańskich demokratów we władzach państw Europy Zachodniej znacząco polepszył położenie klasy robotniczej. W Hiszpanii podobna rolę odegrał tzw. hiszpański cud gospodarczy zainicjowany przez tzw. technokratów.
W państwach bloku wschodniego zlikwidowano niezależny ruch robotniczy zastępując go organizacjami uległymi wobec reżimu. Rok 1980 przyniósł powstanie „Solidarności” – ruchu związkowego stawiającego sobie za cel najpierw obronę praw i wolności obywatelskich a później obalenie systemu komunistycznego w Europie i na świecie. W Wielkiej Brytanii ruch robotniczy zwalczał wolnorynkowe zapędy Margaret Thatcher.
Współcześnie rola ruchu robotniczego spadła. W dalszym ciągu jednak związki zawodowe są ważną siłą polityczną w większości państw demokratycznych, a partie socjalistyczne (które z czasem utraciły charakter partii robotniczych) zajmują kluczowe miejsce na scenie politycznej większości państw Europy Zachodniej.